# Япет (міфологія)
Япе́т, Іапе́т (грец. Ἰαπετός, лат. Iapetos) — титан, син Урана й Геї, батько Прометея, Епіметея, Атланта і Менетія від шлюбу з Асією (або Кліменою). За участь у повстанні проти Зевса Громовержець скинув Япета в Тартар разом з іншими титанами.